# Polia adjuncta
Polia adjuncta är en fjärilsart som beskrevs av Otto Staudinger 1888. Polia adjuncta ingår i släktet Polia och familjen nattflyn. Inga underarter finns listade i Catalogue of Life.